# Structure politique et sociale du Liban
Structure politique et sociale de Liban et son influence sur l'apparition du mouvement d'Amal  est un livre écrit par Seyed Ali Haghshenas, l'écrivain et l'historien iranien. Il a été publié en 2009 à Téhéran. Ce livre est la première source persane sur le mouvement d'Amal qui a été écrit dans 240 pages.

## Chapitres du livre
Premier chapitre: Théorisation  et la proposition des sujets théoriques. 
Deuxième chapitre: Histoire de Liban, Structure politique et sociale.
Troisième chapitre: Domaines de l'apparition du mouvement d'Amal.
Quatrième chapitre: Présence d'Imam Mousa Sadr au Liban et ses actions.
Cinquième chapitre: L'influence de l'apparition du mouvement d'Amal sur la structure politique de Liban.
Sixième chapitre: Mouvement d'Amal après l'enlèvement d'Imam Moussa Sader.

## Auteur de visite au Liban
L'écrivain de ce livre voyage au Liban et il visite et parle avec des autorités supérieures du mouvement d'Amal en faisant des recherches libres.  Ses interviews  ont  été  décrites dans ce livre.

## réflexions
Des agences de presse iranienne  considèrent ce livre comme un ouvrage précieux pour des étudiants et des chercheurs des branches des sciences politiques et l'histoire aussi, un guide pour  ceux qui prennent des décisions, des déterminants et des correspondants de la  politique étrangère dans ce domaine,,,,. 

## Sources
- Iranian Student News Agency